# Cerdistus setifemoratus
Cerdistus setifemoratus är en tvåvingeart som först beskrevs av Macquart 1855.  Cerdistus setifemoratus ingår i släktet Cerdistus och familjen rovflugor. Inga underarter finns listade i Catalogue of Life.